# Pristimantis quinquagesimus
Pristimantis quinquagesimus es una especie de anfibio anuro de la familia Craugastoridae.

## Distribución
Esta especie habita en la vertiente occidental de la Cordillera Occidental:
- en Ecuador en las provincias de Carchi, Imbabura, Pichincha y Cotopaxi entre los 1 410 y 2 710 m sobre el nivel del mar;
- en Colombia en el departamento de Nariño entre los 1 700 y 2 600 m sobre el nivel del mar.[4]

## Publicación original
- Lynch & Trueb, 1980 : A New Species of Eleutherodactylus (Leptodactylidae) from the Cloud Forests of Western Ecuador. Copeia, vol. 1980, n.º 3, p. 392-396.[5]